# Парпи
Парпи́ (арм. Փարպի) — село в Арагацотнской области.

## География
Село расположено несколькими километрами северо-западнее административного центра Арагацотнской области — города Аштарака и в 30 километрах северо-западнее от столицы Республики Армения — города Еревана.

## Достопримечательности
В селе расположена церковь Сурб Ованес V века.